# Hypanis Valles
Le Hypanis Valles sono una struttura geologica della superficie di Marte.